# Jag tyckte jag var glad
Jag tyckte jag var glad är Lasse Lindhs fjärde soloalbum, varav det tredje på svenska, som släpptes den 4 april 2007 på Groover Recordings.

## Låtlista
1. Fem enkla saker
2. En högerkrok och riktigt blod
3. Ingen vind kan blåsa omkull oss nu
4. Vi
5. Kom K
6. Göra slut-sång
7. Du kan få mig hur lätt som helst
8. Ditt hjärta måste gå sönder
9. Vilse i det svarta
10. Jag klarar mig aldrig ensam
11. Varje litet steg
12. Nu när du har mig förlorar du mig aldrig

## Medverkande
- Lasse Lindh – sång, gitarr, kompositör, textförfattare
- Claes Björklund - musiker, producent
- Anders Eliasson - trummor

## Listplaceringar
| Lista (2007) | Topplacering |
| ------------ | ------------ |
| Sverige      | 40           |